# General Transit Feed Specification
General Transit Feed Specification (GTFS) definiuje wspólny format danych dla rozkładów jazdy publicznego transportu zbiorowego oraz powiązanych informacji geograficznych.
GTFS dzieli się na dwie główne części: GTFS Schedule, który zawiera statyczne lub zaplanowane informacje o usługach transportu publicznego, oraz jego rozszerzenie, GTFS Realtime, które definiuje sposób udostępniania danych o bieżącym stanie usług (np. komunikaty, opóźnienia)